# Glen Allan (Misisipi)
Glen Allan es un lugar designado por el censo ubicado en el condado de Washington en el estado estadounidense de Misisipi. En el Censo de 2020 tenía una población de 298 habitantes y una densidad poblacional de 21,56 habitantes por km². Fue incluido como CDP en el censo de 2020. 

## Geografía
Glen Allanse encuentra ubicado en las coordenadas 33°01′08″N 91°01′21″O / 33.01889, -91.02250.Según la Oficina del Censo de los Estados Unidos,  tiene una superficie total de 13,82 km², de la cual 11,76 km² corresponden a tierra firme y 2,06 km² a agua.